# Uniwersjada Europejska 2012
Uniwersjada Europejska 2012 – inauguracyjna 1. edycja uniwersjady europejskiej, odbywająca się w hiszpańskiej Kordobie. Miała się ona rozpocząć 13 lipca, a zakończyć 23 lipca. Jednak rozpoczęła się ona 2 dni wcześniej i trwała 12 dni.
Rozegrano zawody w 10 dyscyplinach sportowych:
- badminton
- koszykówka
- siatkówka plażowa
- piłka nożna
- futsal
- piłka ręczna
- rugby 7
- tenis stołowy
- tenis
- siatkówka

Kordoba gościła 2583 uczestników, reprezentujących 253 drużyn z 151 uczelni pochodzących z 32 krajów.